# Hatoma
La Isla Hatoma  (en japonés: 来間島 Hatomajima; okinawense: Hatuma) es una pequeña isla de las islas Yaeyama, de apenas 1 kilómetro de diámetro. Se encuentra bajo la administración del distrito de Taketomi, en la Prefectura de Okinawa, al sur del país asiático de Japón. En el lenguaje local, el nombre de la isla se pronuncia Patuma.
Hatoma está situada justo al norte de Iriomote. Se trata de una pequeña isla, con una superficie de apenas 0,96 kilómetros cuadrados, una circunferencia de 3,8 km y una población de alrededor de 60 personas.